# Víktor Románov
Víktor Yegórovich Románov –en ruso, Виктор Егорович Романов– (Leningrado, 15 de septiembre de 1937) es un deportista soviético que compitió en ciclismo en la modalidad de pista, especialista en la prueba de persecución por equipos.
Participó en los Juegos Olímpicos de Roma 1960, obteniendo una medalla de bronce en la prueba de persecución por equipos (junto con Stanislav Moskvin, Leonid Kolumbet y Arnold Belgardt). Ganó una medalla de bronce en el Campeonato Mundial de Ciclismo en Pista de 1962, en la misma disciplina.

## Medallero internacional
| Juegos Olímpicos   | Juegos Olímpicos | Juegos Olímpicos  | Juegos Olímpicos            |
| Año                | Lugar            | Medalla           | Competición                 |
| ------------------ | ---------------- | ----------------- | --------------------------- |
| 1960               | Roma ( Italia)   | Medalla de bronce | Persecución por equipos     |
| Campeonato Mundial |                  |                   |                             |
| Año                | Lugar            | Medalla           | Competición                 |
| 1962               | Milán ( Italia)  | Medalla de bronce | Persecución por equipos (A) |